# Austriacistes

Carles III d'Habsburg

Escut del Sacre Imperi Romanogermànic, la principal possessió dels Habsburg.

A principis del segle xviii s'anomenaren austriacistes, vigatans, aligots, imperials, alemanys, catalans o maulets (aquest últim sobretot al País Valencià) els partidaris de l'arxiduc Carles d'Àustria del casal dels Habsburg d'Àustria en el conflicte conegut com la Guerra de Successió en què es dirimia quin casal europeu heretava els diferents estats de la monarquia hispànica un cop mort sense descendència Carles II. Els seus enemics eren coneguts com a borbònics.

## Història

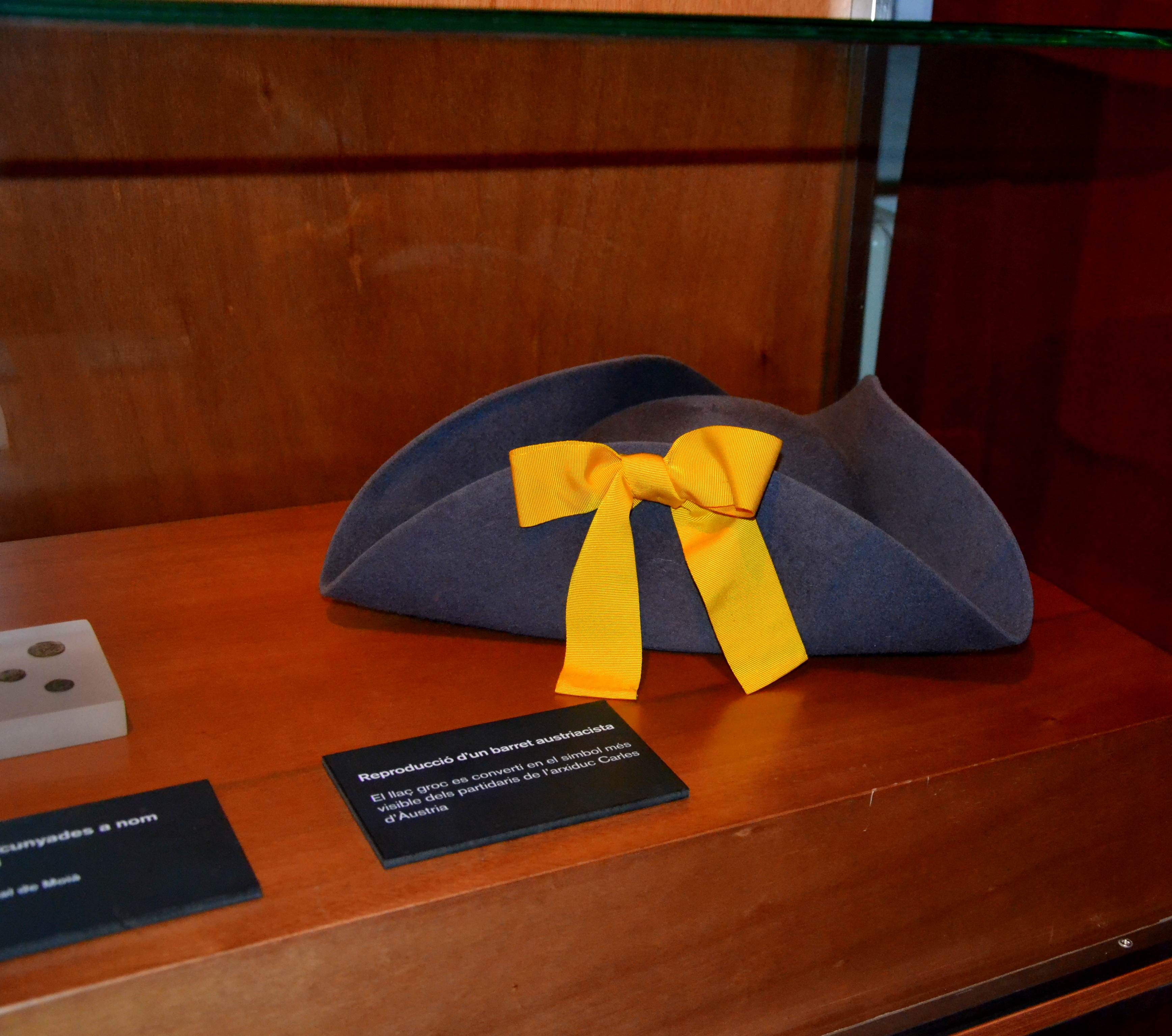
Barret austriacista

El grup estava format tant per cavallers (Joan Bonaventura, Guerau de Peguera, Antoni de Peguera, Pere de Sentmenat) com per homes de negocis (Feliu de la Penya, Pau Dalmases, Salvador Dalmau i Pau Feu). També van formar part els membres de l'Acadèmia dels Desconfiats.
El moviment va anar agafant força progressivament i no fou fins al 1702 que va tenir una importància considerable, sobretot a la zona osonenca. El terme vigatans prové de la iniciativa mostrada per un grup de persones dirigents de la plana de Vic que el 1705 van començar la revolta catalana a favor de l'arxiduc Carles d'Àustria, entre els quals hi havia Josep Moragues, Carles Regàs, Bac de Roda, Jaume Puig de Perafita (i els seus fills Antoni i Francesc), etc.

## L'exili austriacista
L'exili austriacista va ser l'abandó forçós d'Espanya de diverses desenes de milers d'austriacistes a conseqüència de la repressió borbònica en la Guerra de Successió Espanyola desencadenada pel rei Felip V d'Espanya contra ells per haver-se rebel·lat i haver recolzat a l'Arxiduc Carles en les seves aspiracions a ocupar el tron de la Monarquia Hispànica després de la mort sense descendència del rei de la Casa d'Àustria Carles II. L'exili va afectar especialment als Estats de la Corona d'Aragó, que majoritàriament es van decantar per l'Arxiduc, a qui van proclamar com el seu sobirà amb el títol de Carles III, mentre que els habitants de la Corona de Castella en la seva immensa majoria es van mantenir fidels a Felip de Borbó. Aquesta emigració forçosa és considerada per l'historiador Joaquim Albareda com el primer exili polític de la història d'Espanya. Molts dels exiliats es van refugiar a Viena al costat de l'Arxiduc Carles, qui des de desembre de 1711 era l'emperador del Sacre Imperi Romanogermànic amb el títol de Carles VI.